# Shusaku Tokita
Shusaku Tokita (født 9. september 1990) er en japansk fodboldspiller.
Han har spillet for flere forskellige klubber i sin karriere, herunder Matsumoto Yamaga FC og Grulla Morioka.